# Municipio de Zif
El municipio de Zif (en inglés: Zif Township) está ubicado en el condado de Wayne, en el estado de Illinois (Estados Unidos).

## Geografía
El municipio de Zif se encuentra ubicado en las coordenadas 38°34′44″N 88°18′39″O / 38.57889, -88.31083. Según la Oficina del Censo de los Estados Unidos, tiene una superficie de 45,26 km², toda ella correspondiente a tierra firme.

## Demografía
Según el censo de 2010, el municipio de Zif estaba habitado por 99 personas de raza blanca y su densidad de población era de 2,19 hab/km².